# Trofee Maarten Wynants
Il Trofee Maarten Wynants è una corsa in linea femminile di ciclismo su strada che si si svolge ad Houthalen-Helchteren, in Belgio, come gara di classe 1.1.

## Albo d'oro
Aggiornato all'edizione 2023.
| Anno | Vincitrice        | Seconda                   | Terza                   |
| ---- | ----------------- | ------------------------- | ----------------------- |
| 2014 | Maaike Polspoel   | Amy Cure                  | Liesbet De Vocht        |
| 2015 | Natalie van Gogh  | Lotte Kopecky             | Sara Mustonen           |
| 2016 | Lotte Kopecky     | Lauren Kitchen            | Kelly Druyts            |
| 2017 | Marianne Vos      | Maria Giulia Confalonieri | Eva Buurman             |
| 2018 | Marta Bastianelli | Monique van de Ree        | Lorena Wiebes           |
| 2019 | Elisa Balsamo     | Laura Tomasi              | Marjolein van 't Geloof |
| 2022 | Scarlett Souren   | Jennifer van der Voort    | Rixt Hoogland           |
| 2023 | Chiara Consonni   | Amalie Dideriksen         | Maria Martins           |